# Mireille Darc
Pour les articles homonymes, voir Aigroz et Darc.
Mireille Darc, née Mireille Aigroz le 15 mai 1938 à Toulon (France), et morte le 28 août 2017 dans le 8e arrondissement de Paris (France), est une actrice, réalisatrice et chanteuse française.
Elle joue dans 56 films, interprétant souvent des rôles de femme libérée et sexy, qui la hissent au statut de sex-symbol. Elle est pendant quinze ans la compagne d'Alain Delon et plusieurs fois sa partenaire à l'écran. Elle s'investit également dans des associations humanitaires, en vue notamment d'améliorer la condition féminine.

## Biographie

### Jeunesse et formation
Mireille Christiane Gabrielle Aimée Aigroz naît le 15 mai 1938 à Toulon. Elle a des origines suisses à Combremont-le-Petit dans le canton de Vaud par son père Marcel Aigroz (1901-1989), horticulteur. Il ne s'agit pas de son père biologique. Sa mère Gabrielle Reynaudo (1902-1994), épicière qui est originaire de Turriers, dans le département des Alpes-de-Haute-Provence, l'a conçue avec un marin de passage à Toulon. Le couple a deux autres enfants, Roger (1926-1985) et Maurice (1928). Elle passe son enfance à Toulon, sa ville natale.
Peu après la déclaration de guerre de septembre 1939, ses parents l'envoient en Suisse avec ses deux frères aînés, auprès de leurs tantes paternelles aux Plans-sur-Bex. Les enfants reviennent ensuite à Toulon où leur mère tient une petite épicerie et leur père est jardinier. La famille vit modestement, voire parfois pauvrement[réf. nécessaire]. 

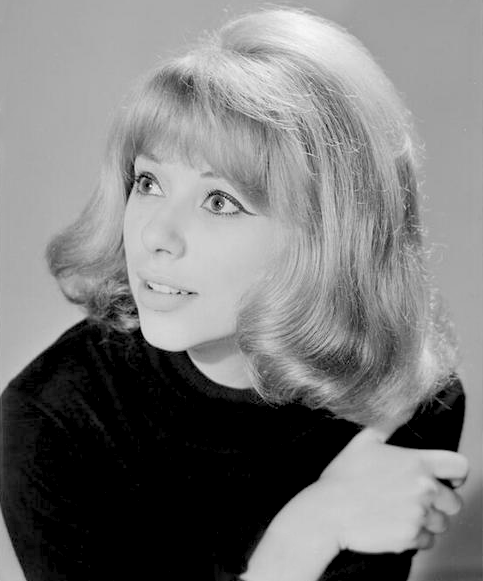
Mireille Darc en 1965 (Studio Harcourt).

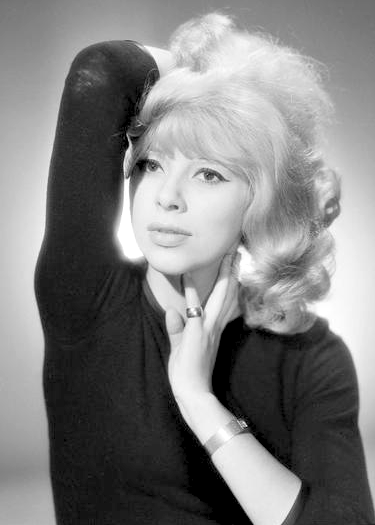
Mireille Darc en 1966 (Studio Harcourt).

Mireille Aigroz est scolarisée à l'école de Valbourdin, puis au collège de jeunes filles et arrête les études à quinze ans pour se consacrer à la danse. Elle entre au conservatoire à rayonnement régional de Toulon, école alors gratuite. Elle en sort, en 1957, avec un prix d'excellence et une lettre de recommandation.

### Carrière

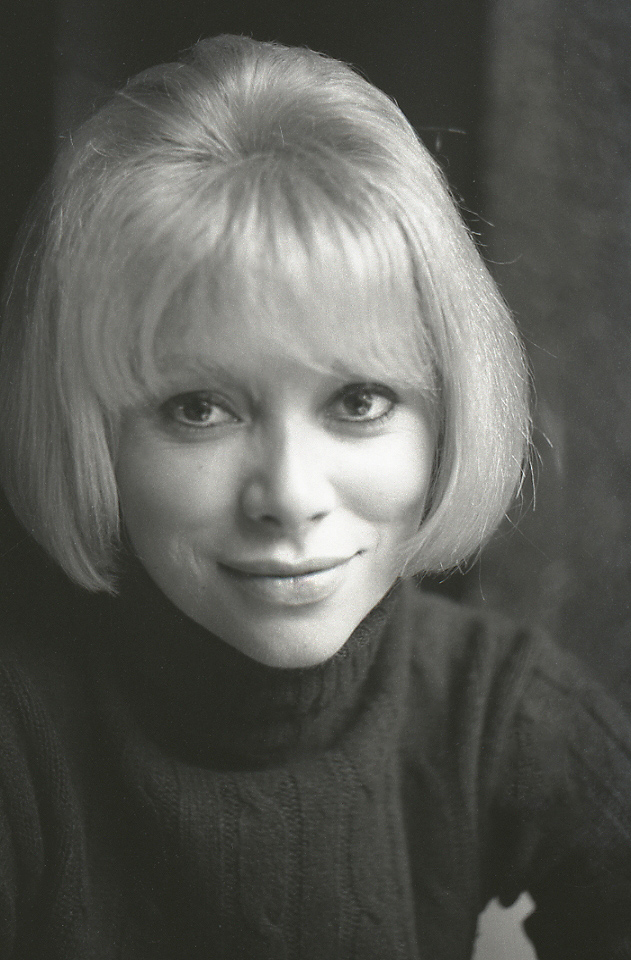
Mireille Darc en 1968.

Mireille Aigroz monte à Paris, en août 1958, et choisit le pseudonyme Darc par référence à Jeanne d'Arc et à « l'Arc, la rivière de son enfance ». Elle adopte officiellement ce nom de scène comme nom d'usage. Elle gagne sa vie pour payer ses cours de théâtre de Maurice Escande, en promenant une heure tous les jours le chien d'une comtesse, en gardant des enfants, en faisant des présentations de mode au Printemps, en posant pour un peintre et pour des romans-photos. Elle est engagée par Jean Deschamps pour jouer en provençal Mireille de Frédéric Mistral à Saint-Rémy-de-Provence, puis René Dupuy lui confie un rôle dans Le Héros et le Soldat au théâtre Gramont.
La télévision révèle son jeu, grâce à La Grande Bretèche de Claude Barma en 1960 et à Hauteclaire de Jean Prat en 1961, où elle incarne le rôle féminin principal. Son premier rôle important au cinéma est La Bride sur le cou de Roger Vadim avec 2,8 millions de spectateurs[réf. nécessaire], puis Pouic-Pouic , le nom d'un coq de compagnie, réalisé par Jean Girault et son complice Jacques Wilfrid, en 1963, où elle joue le rôle de la fille de Léonard et Cynthia Monestier, incarnés par Louis de Funès et Jacqueline Maillan.
En 1964 et 1965, elle tourne  Des pissenlits par la racine  aux côtés de Michel Serrault et Louis de Funès ainsi que Galia de Georges Lautner. Elle y incarne une jeune femme libre, changeant d'amant comme il lui plaît. Georges Lautner, avec qui elle tournera treize films, fait d'elle une star avec notamment Les Barbouzes (1964) pour lequel elle décroche son premier rôle principal, Ne nous fâchons pas (1966), dans le rôle de madame Michalon et La Grande Sauterelle (1967), dont le titre est dû à Audiard qui reprend le surnom dont il adorait affubler Mireille Darc.

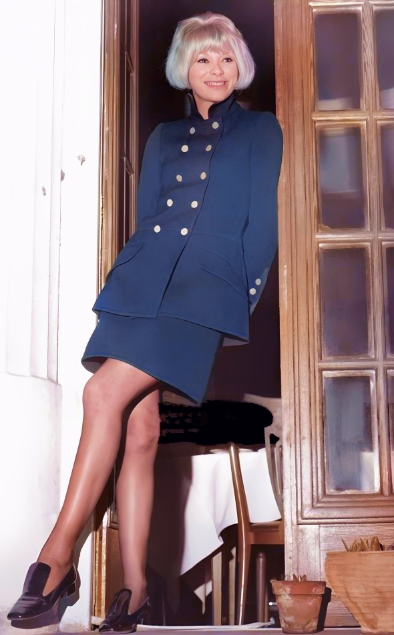
Mireille Darc pour la sortie du film italien Un corps, une nuit en 1968.

Dans les années 1970, elle tourne toujours avec Georges Lautner dans Il était une fois un flic (1971) ou dans La Valise (1973), et avec Yves Robert dans Le Grand Blond avec une chaussure noire (1972) – où elle fait sensation avec une robe noire Guy Laroche exhibant son dos nu jusqu'à la naissance de ses fesses – puis Le Retour du Grand Blond (1974), les deux avec Pierre Richard. Ces rôles lui permettent de confirmer son statut de sex-symbol et d'actrice phare du début des années 1970. Elle joue aux côtés d'Alain Delon dans Jeff (1969), Madly, Borsalino, Borsalino and Co., Les Seins de glace (1974), L'Homme pressé et Mort d'un pourri (1977).
Dans les années 1980, sa carrière est interrompue. Le professeur Christian Cabrol l'opère à cœur ouvert pour un rétrécissement mitral en 1980. Elle se sépare d'Alain Delon après quinze ans de vie commune, en juin 1983. Quelques semaines plus tard, lors d'un accident de voiture dans un tunnel en Vallée d'Aoste le 7 juillet 1983, elle est grièvement blessée et sa colonne vertébrale fracturée l'immobilise pendant trois mois dans une coquille à l’hôpital de Genève. Elle ne fait plus de cinéma après 1986. En 1989, elle réalise son unique long-métrage de fiction : La Barbare avec Murray Head.

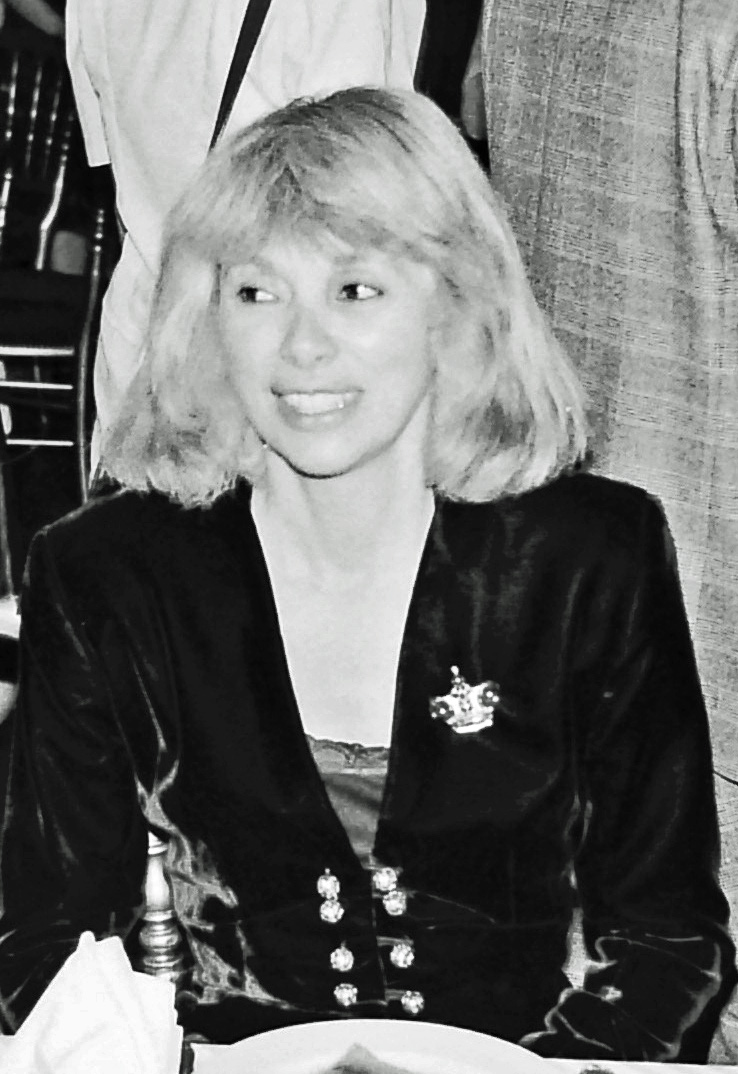
Mireille Darc à Cabourg en 1989.

Elle revient à la télévision dans les années 1990 pour de nombreux rôles dont une bourgeoise redoutable dans Les Cœurs brûlés ou Les Yeux d'Hélène. Suivent Terre indigo, Le Bleu de l'océan et Frank Riva en 2003, où elle retrouve Alain Delon.
De 1992 à 2015, elle réalise une série de reportages documentaires pour France Télévisions (Envoyé spécial, Des racines et des ailes, Infrarouge) sur des thèmes sociaux, souvent centrés sur la condition féminine : femmes en prison, ex-prostituées, actrices de films pornographiques, femmes sans abri. Elle s'est aussi penchée sur la transplantation d'organes, le deuil ou le pardon. Cette activité est centrale dans sa carrière, ainsi qu'elle l'expliquait en 2015 à Libération : « Ces documentaires, ce sont mes lettres de noblesse. C’est ce qui m’a le plus enrichie sur le plan humain. […] Aucun scénariste ne m’a écrit quelque chose d’aussi violent. J’ai grandi avec mes documentaires, ce que je n’avais pas fait au cinéma. »
À partir de 2005, Mireille Darc est la marraine de l'association humanitaire La Chaîne de l'espoir pour laquelle elle a reçu le prix Clarins en 2006 et à partir de 2008, elle est la marraine de l'opération + de Vie, opération de solidarité pour améliorer le quotidien des personnes âgées hospitalisées.
En 2006, Jacques Chirac lui remet les insignes de chevalier de la Légion d'honneur.
Début 2007, elle revient au théâtre et interprète Sur la route de Madison au théâtre Marigny en compagnie d'Alain Delon.
Le 8 décembre 2012, elle est vice-présidente du jury de l'élection de Miss France 2013,.
En décembre 2015, elle réalise le documentaire Elles sont des dizaines de milliers sans abri, diffusé sur France 2.
À l'occasion des trente ans d'Envoyé spécial en janvier 2020, le reportage Brèves rencontres réalisé en 1993 est choisi parmi les dix plus grands reportages de l'émission.

### Maladie, mort et obsèques

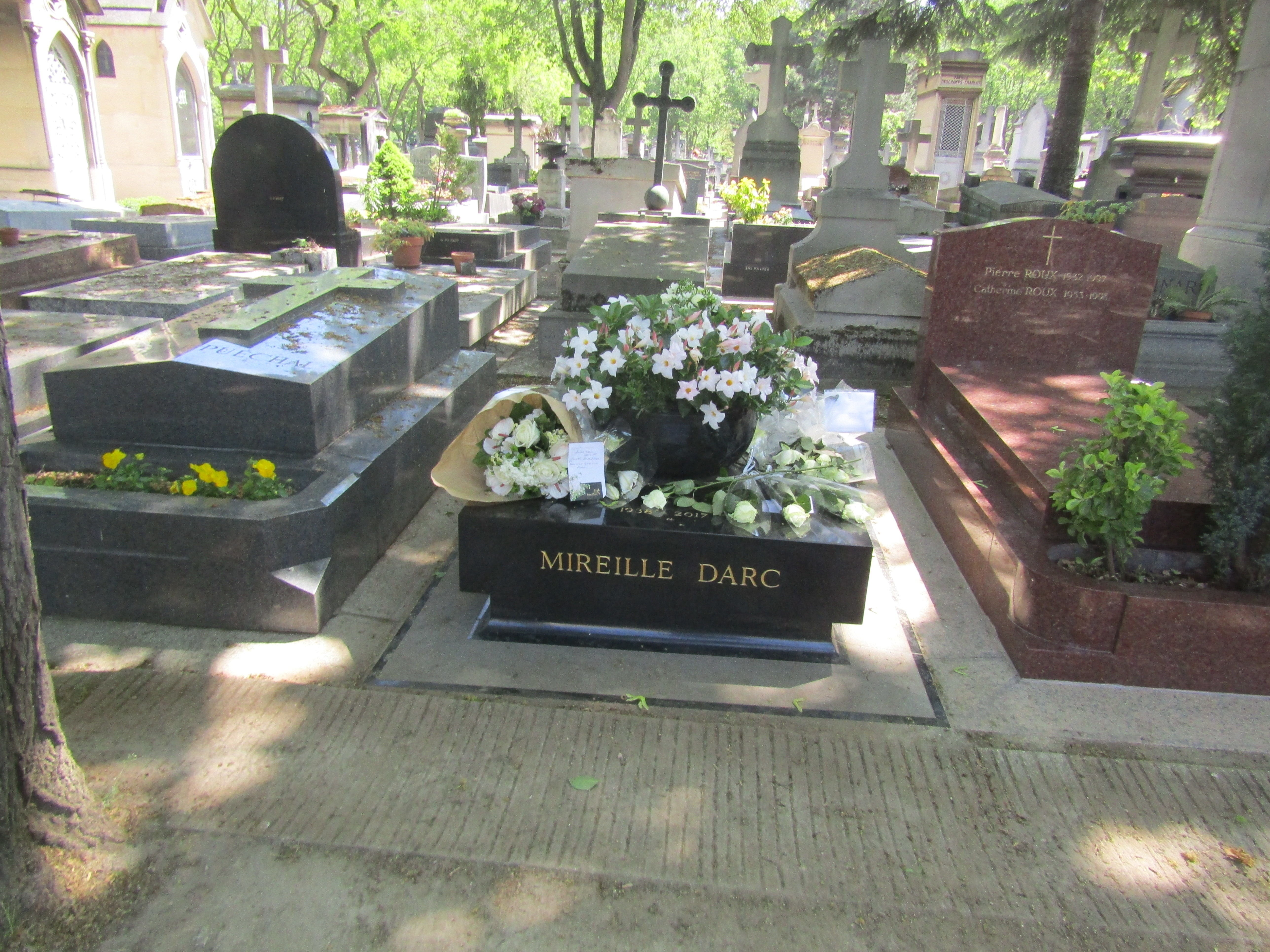
La tombe de Mireille Darc au cimetière du Montparnasse dans la 11e division.

Victime de deux hémorragies cérébrales en 2016, l'actrice souffrait d'une valvulopathie depuis l'enfance : elle est opérée du cœur en 1980 (par le Pr Christian Cabrol) puis en 2013 dans la plus grande discrétion. Elle subit une troisième attaque cérébrale dans la nuit du 28 au 29 septembre 2016.
Mireille Darc meurt à son domicile situé à Paris 8e, le 28 août 2017, à 1 h 50 du matin.
Les obsèques religieuses, célébrées par Jean-Michel Di Falco, ont lieu le vendredi 1er septembre 2017 en l'église Saint-Sulpice, à Paris, en présence de plus de mille personnes : personnalités publiques, proches et admirateurs anonymes ayant répondu à l'invitation de son mari, Pascal Desprez. Ce dernier suit les obsèques auprès de l'ancien compagnon de Mireille Darc, Alain Delon.
L'inhumation de Mireille Darc a lieu ensuite au cimetière du Montparnasse (11e division).

## Vie privée

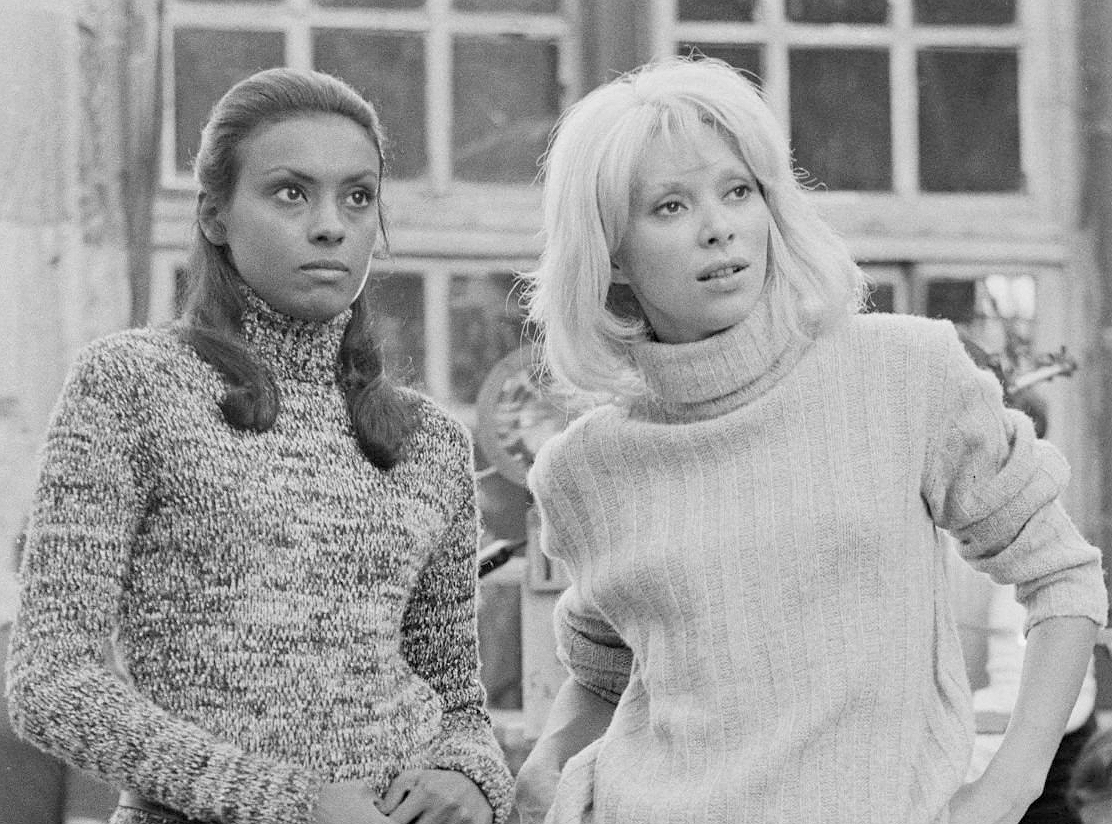
Incarnant la compagne Maddly d'Alain Delon dans la vraie vie, l'actrice Jane Davenport aux côtés de sa seconde maîtresse Mireille Darc en 1969, sur le tournage du film Madly en Italie.

Dès son enfance, elle savait que son père Marcel (qui l'appelait « la bâtarde ») n'était pas son géniteur. Quand elle avait « six-sept ans », il fit mine d'aller se pendre sous ses yeux mais finalement, renonça,,.
Durant quinze ans, Mireille Darc a été la compagne d'Alain Delon, rencontré en 1968, lors du tournage de Jeff de Jean Herman. Une malformation cardiaque interdisant à Mireille de porter un enfant au risque d'y perdre la vie, le couple se sépare en juin 1983 en raison du désir d'Alain Delon d'avoir d'autres enfants. Mais une réelle amitié s'installe entre eux.
Le 17 octobre 1988, elle perd son compagnon Pierre Barret, directeur de L'Express puis président d'Europe 1 ; il avait subi quelques mois plus tôt une greffe du foie qui a échoué ; il était alors en attente d'une nouvelle greffe.
En 1996, elle rencontre Pascal Desprez, un architecte parisien, qu'elle épouse le 29 juin 2002.

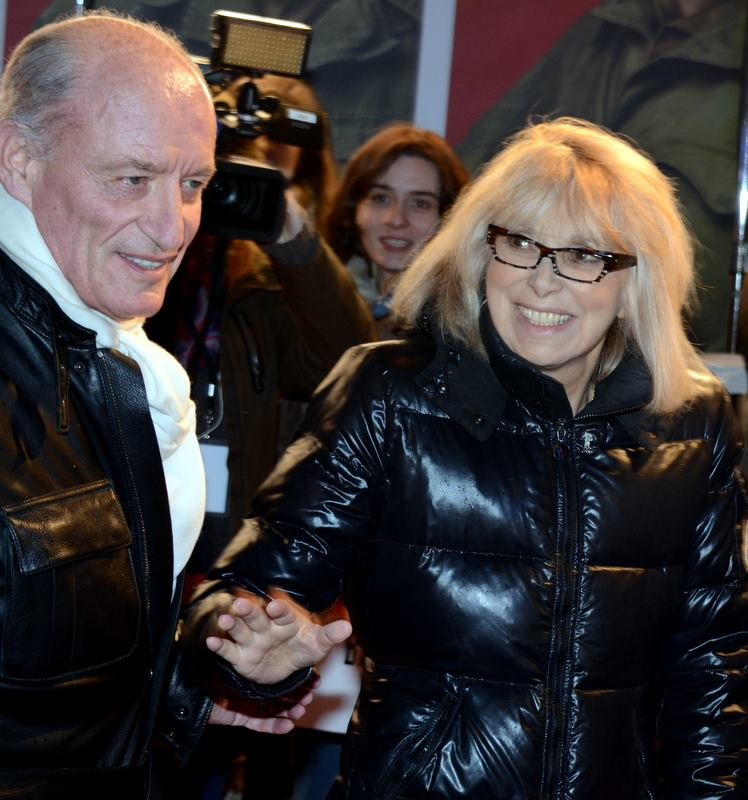
Mireille Darc et son époux Pascal Desprez en 2014.

Mon père est une autobiographie de Mireille Darc publiée le 14 mai 2008 chez XO éditions. Elle y dévoile son histoire personnelle et relate notamment sa rencontre en 2007 avec une journaliste se prétendant médium, Patricia Darré, qui lui soutient que son père biologique s'appellerait Edmond, qu'il aurait été marin sur l’aviso colonial Amiral Charner et qu'il serait mort en Indochine durant la Seconde Guerre mondiale.

En janvier 2016, elle expose pour la première fois ses photographies en noir et blanc dans une exposition intitulée « Un après-midi à Saint-Germain-des-Près ».

## Filmographie

### Actrice

#### Cinéma
- 1960 : Mourir d'amour de Dany Fog : Mariette
- 1960 : Les Distractions de Jacques Dupont : Maïa
- 1961 : ¿Pena de muerte? de Josep Maria Forn : Lina
- 1961 : La Bride sur le cou de Roger Vadim : Marie-Jeanne
- 1961 : Les Nouveaux Aristocrates de Francis Rigaud : Milou Rivoire
- 1962 : Virginie de Jean Boyer : Brigitte
- 1962 : La Revenante, court-métrage de Jacques Poitrenaud
- 1962 : Lettres de Provins, court-métrage de Jean Dasque : voix
- 1962 : Le Diable et les Dix Commandements de Julien Duvivier, sketch Luxurieux point ne sera : la stripteaseuse costumée en veuve, collègue de Tania/Mauricette
- 1963 : Les Veinards de Philippe de Broca, Jean Girault et Jack Pinoteau : Jacqueline
- 1963 : Pouic-Pouic de Jean Girault : Patricia Monestier
- 1963 : Monsieur de Jean-Paul Le Chanois : Suzanne
- 1963 : Des pissenlits par la racine de Georges Lautner : Rockie La Braise
- 1963 : Tous les chats sont gris, de Guy Lessertisseur: Flora.
- 1964 : Les Durs à cuire de Jack Pinoteau : Josette
- 1964 : La Chasse à l'homme d'Édouard Molinaro : Georgina
- 1964 : Les Barbouzes de Georges Lautner : Amaranthe
- 1965 : Les Bons Vivants (Un grand seigneur) de Gilles Grangier et Georges Lautner : Marie Cruchet, dite « Héloïse »
- 1965 : Galia de Georges Lautner : Galia
- 1966 : Du rififi à Paname de Denys de La Patellière : Lili Princesse
- 1966 : Barbouze chérie (Zarabanda bing bing) de José María Forqué : Polly
- 1966 : Ne nous fâchons pas de Georges Lautner : Églantine Michalon
- 1966 : À belles dents de Pierre Gaspard-Huit : Eva Ritter
- 1967 : La Grande Sauterelle de Georges Lautner : Salene
- 1967 : Fleur d'oseille de Georges Lautner : Catherine
- 1967 : La Blonde de Pékin de Nicolas Gessner : Erica Olsen
- 1967 : Week-end de Jean-Luc Godard : Corinne
- 1968 : Un corps, une nuit (Summit) de Giorgio Bontempi : Annie
- 1969 : Jeff de Jean Herman : Eva
- 1969 : Madly de Roger Kahane : Agatha
- 1969 : Gonflés à bloc de Ken Annakin : Marie-Claude
- 1970 : Elle boit pas, elle fume pas, elle drague pas, mais… elle cause ! de Michel Audiard : Francine
- 1970 : Borsalino de Jacques Deray : une prostituée
- 1970 : Le Cercle rouge de Jean-Pierre Melville : la vendeuse de la rose du "Santi's" (non créditée)
- 1971 : Laisse aller… c'est une valse de Georges Lautner : Carla
- 1971 : Fantasia chez les ploucs de Gérard Pirès : Caroline
- 1972 : Il était une fois un flic de Georges Lautner : Christine
- 1972 : Le Grand Blond avec une chaussure noire d'Yves Robert : Christine
- 1973 : La Valise de Georges Lautner : Françoise
- 1973 : Il n'y a pas de fumée sans feu d'André Cayatte : Olga Leroy
- 1974 : OK patron de Claude Vital : Mélissa
- 1974 : Les Seins de glace de Georges Lautner : Peggy Lister
- 1974 : Borsalino and Co. de Jacques Deray : une prostituée dans la rue
- 1974 : Dis-moi que tu m'aimes de Michel Boisrond : Victoire Danois
- 1974 : Le Retour du Grand Blond d'Yves Robert : Christine
- 1975 : Le Téléphone rose d'Édouard Molinaro : Christine
- 1976 : L'Ordinateur des pompes funèbres de Gérard Pirès : Charlotte
- 1977 : Les Passagers de Serge Leroy : Nicole
- 1977 : L'Homme pressé d'Édouard Molinaro : Edwige
- 1977 : Mort d'un pourri de Georges Lautner : Françoise
- 1978 : Les Ringards de Robert Pouret : Annie Garmiche
- 1981 : Pour la peau d'un flic d'Alain Delon : la Grande sauterelle (apparition fugitive)
- 1982 : Jamais avant le mariage de Daniel Ceccaldi : Elisabeth
- 1983 : L'Été de nos quinze ans de Marcel Jullian : la cliente de l'hôtel
- 1983 : Si elle dit oui... je ne dis pas non de Claude Vital : Catherine
- 1984 : Réveillon chez Bob de Denys Granier-Deferre : Madeleine
- 1986 : La Vie dissolue de Gérard Floque de Georges Lautner : Jocelyne Domange

#### Télévision
- 1960 : L'inspecteur Leclerc enquête : Le Retour d'Hélène de Claude Barma : Georgette
- 1960 : Du côté de l'enfer de Claude Barma (téléfilm) : Jane
- 1961 : Hauteclaire ou le Bonheur dans le crime de Jean Prat (téléfilm) : Hauteclaire Stassin
- 1963 : L'inspecteur Leclerc enquête : Knock-out de Serge Friedman : Jeanine
- 1964 : L'Été en hiver de François Chalais (téléfilm) : Diane
- 1992 : Les Cœurs brûlés de Jean Sagols (série TV) : Hélène Charrière
- 1994 : Les Yeux d'Hélène de Jean Sagols (série TV) : Hélène Charrière
- 1995 : Laura de Jeannot Szwarc (téléfilm) : Laura
- 1996 : Terre indigo de Jean Sagols (série TV) : Clélia Debarbera
- 1996 : J'ai rendez-vous avec vous de Laurent Heynemann (téléfilm) : Agnès
- 1997 : Sapho de Serge Moati (téléfilm) : Fanny
- 1997 : Ni vue, ni connue de Pierre Lary (téléfilm) : Nicole Garrel
- 1997 : L'Ami de mon fils de Marion Sarraut (téléfilm) : Louise
- 1998 : La Justice de Marion de Thierry Binisti (série TV) : Marion
- 1999 : Le Portrait de Pierre Lary (téléfilm) : Nicole Garrel
- 2003 : Le Bleu de l'océan de Didier Albert (série TV) : Patricia Delcourt
- 2003 : Frank Riva de Patrick Jamain (série TV) : Catherine Sinclair
- 2011 : Le Grand Restaurant II de Gérard Pullicino (téléfilm) : la cliente qui ne veut pas vieillir

### Réalisatrice

#### Cinéma
- 1989 : La Barbare avec Murray Head

#### Télévision
- 1992 : La Deuxième Vie (Envoyé spécial)
- 1993 : Brèves Rencontres (Envoyé spécial)[40]
- 1996 : Le Doute et l'Espérance (Des racines et des ailes)
- 2002 : De l'ombre à la lumière (Des racines et des ailes)
- 2004 : Jeunesse éternelle (Envoyé spécial)
- 2005 : Une vie classée X (France 3)
- 2006 : Les Liserons d'eau (Envoyé spécial)
- 2007 : Vivre d'Amour (France 5)
- 2009 : Voyage vers l'inconnu...e (France 2)
- 2011 : Pas sur la bouche (France 3)
- 2012 : Pardonner (France 2, avec Nathalie Amsellem)
- 2015 : Elles sont des dizaines de milliers sans abri (France 2, avec Nathalie Amsellem)
- 2017 : Excision, le plaisir interdit  (France 2, avec Nathalie Amsellem)

## Box-office
| Film                                                                | Année | Réalisateur     | Box-office        |
| ------------------------------------------------------------------- | ----- | --------------- | ----------------- |
| Borsalino                                                           | 1970  | Jacques Deray   | 4 710 381 entrées |
| Le Grand Blond avec une chaussure noire                             | 1972  | Yves Robert     | 3 471 266 entrées |
| La Bride sur le cou                                                 | 1961  | Roger Vadim     | 2 815 047 entrées |
| Les Barbouzes                                                       | 1964  | Georges Lautner | 2 430 611 entrées |
| Pour la peau d'un flic                                              | 1981  | Alain Delon     | 2 377 084 entrées |
| Le Retour du Grand Blond                                            | 1974  | Yves Robert     | 2 195 219 entrées |
| Pouic-Pouic                                                         | 1963  | Jean Girault    | 2 169 854 entrées |
| Elle boit pas, elle fume pas, elle drague pas, mais... elle cause ! | 1970  | Michel Audiard  | 2 148 506 entrées |
| Il était une fois un flic                                           | 1972  | Georges Lautner | 2 035 900 entrées |

## Théâtre
- 1962 : Les Femmes aussi ont perdu la guerre de Curzio Malaparte, mise en scène Raymond Gérôme, théâtre des Mathurins
- 1964 : Photo-Finish de Peter Ustinov, mise en scène Peter Ustinov, théâtre des Ambassadeurs
- 1965 : Pieds nus dans le parc de Neil Simon, mise en scène Pierre Mondy, théâtre de la Madeleine
- 1985 : Chapitre II de Neil Simon, mise en scène Pierre Mondy, théâtre Édouard VII
- 2007 : Sur la route de Madison, d'après le roman de Robert James Waller, mise en scène Anne Bourgeois, avec Alain Delon, théâtre Marigny

## Doublage
- 1958 : Giorgia Moll dans La Charge des Cosaques
- 1960 : Ljubica Jovic dans Toryok la furie des Barbares
- 1960 : Ziva Rodann dans Le Géant de Thessalie
- 1960 : Linda Cristal dans Les Légions de Cléopâtre
- 1960 : Vira Silenti dans L'Esclave du pharaon
- 1961 : Marisa Belli dans Le Boucanier des îles ( Il Giustiziere dei Mari )
- 1961 : Franca Bettoja dans Les Vikings Attaquent
- 1961 : Giorgia Moll dans Soliman le Magnifique
- 1962 : Barbara Steele dans L'Effroyable secret du docteur Hichcock
- 1962 : José Greci dans Foudres sur Babylone
- 1962 : José Greci dans Goliath et le Cavalier masqué
- 1963 : Marisa Belli dans L'Île aux filles perdues

## Publications
- Jamais avant le mariage, Paris, Ramsay, 1982, 198 p. (ISBN 2-85956-282-6, lire en ligne).
- Avec Lionel Duroy, Tant que battra mon cœur, Paris, XO éditions, 26 septembre 2005, 349 p. (ISBN 2-84563-239-8).
- Avec Lionel Duroy, Mon père : récit, Paris, XO éditions, 14 mai 2008, 216 p. (ISBN 978-2-84563-388-9).
- Avec Richard Melloul, Une femme libre, Flammarion, 6 novembre 2013, 283 p. (ISBN 978-2-08-130789-6 et 2-08-130789-8).

## Discographie
Sauf mention contraire, la discographie de Mireille Darc est issue du site Discogs.

### Album studio
- Compartiment 23 (1968), Philips 844.779[42]

### Singles
- Déshonorée (1965), Polydor 27 177
- Libertad (1966), Polydor 27 236
- Ce ne sera jamais trop (1967), Philips 437.339 BE
- Ah les hommes (1968), Philips 437.413 BE
- Les Taches de rousseur (1969), Philips 336 216 BF
- Hélicoptère (1969), Philips 336 244 BF
- La Femme d'un ange (1975), Eagle Records 48 401
- Requin Chagrin (avec Michel Sardou) (1975), Tréma 410 011 (face B du single Un Accident de Michel Sardou)

## Magazines
- En tant que modèle nue dans le magazine Lui : no 59 en décembre 1968 (photographiée par Francis Giacobetti) ; no 65 en juin 1969.
- En tant que photographe pour le magazine Lui : n° 218 en mars 1982 ;  no 227 en décembre 1982 (photos de Nicole Calfan) ; no 243 en avril 1984 (photos de Fiona Gélin).

## Distinctions

### Décorations
- Officière de la Légion d'honneur (décret du 31 décembre 2015[43] - Chevalière en 2006)
- Commandeure de l'ordre national du Mérite (décret du 15 mai 2009[44])
- Commandeure de l'ordre des Arts et des Lettres (2010[45] ou 2001[46])